# Whigpartiet (USA)

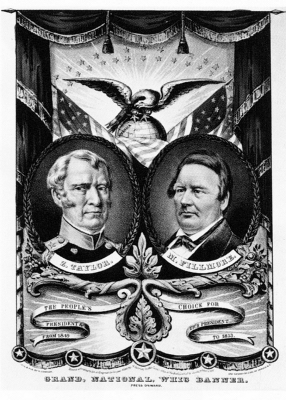
Valaffisch från 1848 med porträtt av partiets kandidater Zachary Taylor och Millard Fillmore.

Whigpartiet (engelska: Whig Party) var ett amerikanskt politiskt parti som existerade 1834–1860. 
Whigs uppstod i opposition mot Demokratiska partiet under en tidsperiod när detta parti dominerade presidentmakten. Både Whigpartiet och deras motståndare var moderna masspartier som bildades när allmän rösträtt infördes. Det var en tid med högt valdeltagande i amerikansk politik, mellan 70 och 80 procent av de röstberättigade deltog regelbundet i presidentvalen.
Whigpartiet försvann när de ekonomiska stridsfrågorna upphörde att vara de viktigaste i amerikansk politik och ersattes av värdegrundsfrågor (slaveriet). Det ersattes av Republikanska partiet som kontrastparti mot demokraterna.

## Ståndpunkter
Whigpartiets ideologi utgick från en hierarkisk samhällssyn, till skillnad från Demokratiska partiet som ansåg att alla vita män var lika värda oavsett klass, religion och kultur. Whigs ansåg att det fanns visst utrymme för både svarta och indianer i det amerikanska samhället, men att dessa stod betydligt längre ned i samhällshierarkin, medan demokraterna hävdade att Amerika var reserverat för den vite mannen. Whigs menade att staten skulle ta ansvar för individens moraliska uppfostran, medan demokraterna förespråkade individuell frihet. Whigs verkade för en aktiv stat och en nationell politik, medan demokraterna arbetade för laissez-faire och delstaternas självbestämmande.
I tidens stora politiska stridsfrågor förespråkade Whigs en federal centralbank, skyddstullar för den amerikanska industrin, federala och delstatliga investeringar i infrastrukturen, moralisk lagstiftning och en restriktiv hållning till invandring.

## Väljarbas
Whigpartiets väljarbas kom från de som på grund av klass, religion eller kultur tillhörde samhällets etablissemang: överklass, medelklass, kongregationalister och presbyterianer, infödda amerikaner. Där afroamerikaner hade rösträtt röstade de uteslutande på whigs på grund av Demokratiska partiets rasistiska politik.

## Eftermäle

William Henry Harrison besegrade Martin Van Buren i presidentvalet 1840, och blev därmed den förste presidenten från Whigpartiet.

Många förutvarande whigs, som inte gått över till republikanerna, omorganiserade sig till Constitutional Union Party, som bara ställde upp en nationell kandidatlista; det hade anmärkningsvärd styrka i gränsstaterna, som fruktade ett kommande inbördeskrig. John Bell fick tredjemest röster i elektorskollegiet i 1860 års presidentval.
Under Lincolns regering (1861–65) dominerade före detta whigpartister det Republikanska partiet och utformade stora delar av det ”amerikanska systemet”. I långa loppet antog USA en whigsk näringspolitik tillsammans med en stark demokratisk presidentmakt.
I Sydstaterna under senare delen av inbördeskriget och tiden därefter försökte många förutvarande whigs att återorganisera sig under beteckningen ”Conservatives” (’konservativa’) och hoppades på att kunna återansluta med förutvarande whigpartister i Nordstaterna. De gick slutligen upp i Demokratiska partiet men fortsatte att förespråka moderniseringar såsom järnvägar och allmänt skolväsende.
I dagens amerikanska politiska diskurs brukar Whigpartiet utpekas som avskräckande exempel på ett politiskt parti som förlorar anhängare och existensberättigande, till exempel med frasen ”going the way of the Whigs” (’att gå whigs väg’).
True Whig Party "’sanna whigpartiet") – uppkallat som direkt motsats till Amerikanska partiet – var en dominerande kraft i Liberias politik i över ett århundrade.

## Presidenter från Whigpartiet
USA:s president (regeringsår):
1. William Henry Harrison (1841)
2. John Tyler[a] (1841–1845)
3. Zachary Taylor (1849–1850)
4. Millard Fillmore (1850–1853)

Till yttermera visso blev John Quincy Adams, som valdes till president såsom demokratisk-republikan, sedermera nationalrepublikan och sedan whig efter att han valts in i USA:s representanthus 1831. Presidenterna Abraham Lincoln och Rutherford B. Hayes var whigs innan de bytte till Republikanska partiet, vilket de tillhörde när de valdes till ämbetet.

## Partiets president- och vicepresidentkandidater
| Valår | Utfall  | Nominerade                         | Nominerade                                          |
| Valår | Utfall  | President                          | Vicepresident                                       |
| ----- | ------- | ---------------------------------- | --------------------------------------------------- |
| 1836  | Förlust | Senator Daniel Webster             | Kongressmannen Francis Granger                      |
| 1836  | Förlust | F. senatorn William Henry Harrison | Kongressmannen Francis Granger                      |
| 1836  | Förlust | F. senatorn William Henry Harrison | Senator John Tyler                                  |
| 1836  | Förlust | Senator Willie Person Mangum       | Senator John Tyler                                  |
| 1836  | Förlust | Senator Hugh Lawson White          | Senator John Tyler                                  |
| 1840  | Seger   | F. senatorn William Henry Harrison | Senator John Tyler                                  |
| 1844  | Förlust | F. senatorn Henry Clay             | F. senatorn Theodore Frelinghuysen                  |
| 1848  | Seger   | General Zachary Taylor             | Delstaten New Yorks finansminister Millard Fillmore |
| 1852  | Förlust | General Winfield Scott             | Marinminister William Alexander Graham              |
| 1856  | Förlust | F. presidenten Millard Fillmore    | F. ambassadören Andrew Jackson Donelson             |
| 1860  | Förlust | F. senatorn John Bell              | F. senatorn Edward Everett                          |